# جسم سباتي
الجسم السباتي أو (الكبّة السباتية) (بالإنجليزية: Carotid body)‏ هو تجمع لمجموعة من المستقبلات الكيميائية وعدد من الخلايا الداعمة والموجودة على جانبي الرقبة بالقرب من تشعب الشريان السباتي الأصلي إلى الشريان السباتي الباطن والشريان السباتي الظاهر.
وظيفة الجسم السباتي هي تحديد مكونات الدم الموجود في الشريان وخصوصًا الضغط الجزئي للأكسجين. وكذلك الضغط الجزئي لثاني أكسيد الكربون ودرجة الحموضة ودرجة الحرارة.

## مكوناته
يتكون الجسم السباتي من نوعين من الخلايا: الخلايا الكبية النوع الأول (الخلايا الرئيسة) ، الخلايا الكبية النوع الثاني (الخلايا المعلقة).
- الخلايا الكبيّة النوع الأول وهي خلايا يعود أصلها في التركيب الجنيني إلى العرف العصبي[2] المتفرع أصلًا من الأديم الظاهر العصبي. تفرز هذه الخلية مجموعة من النواقل العصبية مثل: أستيل كولين وثلاثي فوسفات الأدينوسين ودوبامين.
- الخلايا الكبّية النوع الثاني (الخلايا المعلقة) وهي تشبه الدبق العصبي وهي خلية داعمة للنوع الأول من الخلايا.

يعتبر الجسم السباتي أكثر نسيج يحتوي على أوعية في جسم الإنسان. الغدة الدرقية أيضًا تحتوي على كثير من الأوعية الدموية لكن ليس بقدر الجسم السباتي.

## وظائفه
يعمل الجسم السباتي كجهاز استشعار للجسم فهو يكشف بشكل رئيسي عن الضغط الجزيئي للأكسجين بواسطة النوع الأول من الخلايا الكبّية. وينقل تلك المعلومات إلى الجهاز العصبي المركزي عن طريق العصب اللساني البلعومي.
بينما المستقبلات الكيميائية المركزية الموجودة في الدماغ حساسة جدًا لمستوى ثاني أكسيد الكربون في الدم. فالجسم السباتي يعتبر مستقبل كيميائي طرفي يهتم بصفة رئيسية بقياس مستوى الأكسجين في الدم. لكنه أيضًا يمكنه وبشكل أقل قياس مستوى ثاني أكسيد الكربون في الدم بالإضافة إلى درجة الحموضة ودرجة الحرارة.

### تأثيره
يرسل الجهاز السباتي المعلومات التي يقيسها إلى المركز القلبي التنفسي الموجود في النخاع المستطيل عن طريق الفروع الواردة من العصب اللساني البلعومي. بالإضافة إلى المعلومات التي تقيسها المستقبلات الكيميائية الموجودة في الجسم الأبهري عن طريق العصب المبهم. هذا المركز يقوم بدوره بعد جمع المعلومات بالقيام بعملية ضبط التنفس ومستويات الغازات في الدم وكذلك تنظيم ضغط الدم.

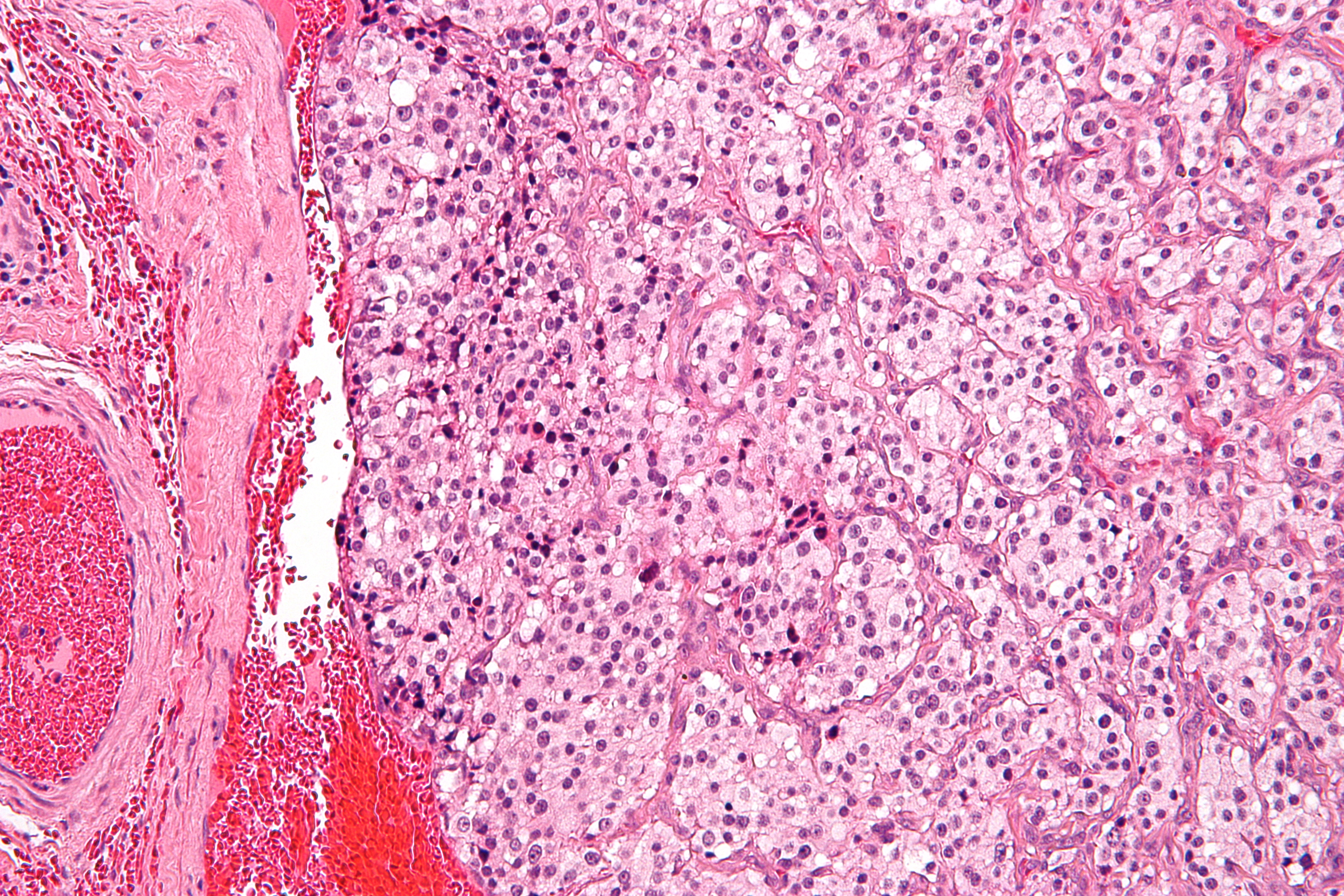
صورة مجهرية لورم الجهاز السباتي

## الإضطرابات
- ورم جنيب العقدة العصبية وهو ورم -حميد في العادة- قد يحدث للجسم السباتي. ونادرًا مايكون خبيثًا